# 청주 보살사 오층석탑
청주 보살사 오층석탑(淸州 菩薩寺 五層石塔)은 충청북도 청주시 상당구, 보살사에 있는 오층석탑이다. 1980년 11월 13일 충청북도의 유형문화재 제65호로 지정되었다.

## 개요
보살사는 청주 근교에서 가장 오래된 사찰로, 신라 진흥왕 28년(567년)에 의신이 창건하였다. 보살사 극락보전 앞에 자리한 이 탑은 1층 기단(基壇) 위에 5층의 탑신(塔身)을 올리고 머리장식을 갖춘 모습이다.
기단은 3단의 괴임돌을 크기를 줄여 쌓아올린 모습이다. 맨윗돌의 괴임 윗면에는 아래로 향한 8잎의 연꽃무늬를 조각해 놓아 통일신라 후기나 고려의 석탑양식이 엿보인다. 탑신부는 1층 몸돌의 각 모서리에 기둥모양을 새겼고, 그 사이에 사각형과 원을 조각한 뒤 범자(梵字:불교문자)를 새겨 넣었다. 지붕돌은 두껍고 네 귀퉁이는 치켜올림이 전혀 없다. 꼭대기에는 노반(露盤:머리장식받침)이 생략된 채 복발(覆鉢:엎은 그릇모양 장식), 보륜(寶輪:수레바퀴 모양장식), 보주(寶珠:꽃봉오리 모양의 장식)가 남아 머리장식을 하고 있다.
기단의 독특한 표현이나 탑신부의 몸돌이 얕고 지붕돌도 단순화되는 등 전체적으로 단순화 된 아담하고 소박한 석탑이다. 탑을 세운 시기 시기는 탑신의 2층 몸돌의 한 면에 ‘간희계미(康熙癸未)’라 새긴 기록을 통해 정확하게 조선 숙종 29년(1703)에 세웠음을 알 수 있다.

## 현지 안내문
이 탑은 조선시대의 작품으로 348m 높이에 기단부·탑신부·상륜부까지 잘 남아있다. 2층 탑신에 '강희계미(康熙癸未)'라는 명문이 있어, 조선 숙종 29년(1703년)에 건립된 것임을 알 수 있다. 5층석탑이지만 높게 보이지 않고 소박하면서도 아담한 인상을 준다. 이것은 5층의 탑몸돌이 모두 얕고 지붕돌 받침을 생략하거나 줄여서 표현하였기 때문이다.
기단은 하대석을 대신하는 3단의 받침이 있다. 그 위에 두 겹의 연꽃무늬가 화려하게 장식되고, 중대석이 생략된 단층기단으로 이루어져 있다. 1층 탑몸돌의 각 모서리에는 기둥 모양이 새겼고, 모서리 기둥 안쪽에 2개의 사각형과 원을 음각하였으며, 원에는 범자(梵字)를 새겼다. 1층 지붕돌의 받침은 2개이고, 그 위의 층들도 비슷한 형식을 취하였다. 상륜부는 불교의 각종 상징물로 장식하였다.
신라말 내지 고려시대 석탑 양식의 흔적이 남아있는 조선시대의 우수한 석탑으로 평가된다. 석탑의 높이는 348cm이다.

## 참고 자료
- 청주 보살사 오층석탑 - 국가유산청 국가유산포털